# سابولش بال
سابولش بال (بالمجرية: Pál Szabolcs)‏ هو لاعب كرة قدم مجري في مركز الهجوم، ولد في 14 يناير 1988 في بودابست في المجر. لعب مع نادي بودابست ونادي ديوسجوري ونادي فاساس.

## وصلات خارجية
- سابولش بال على موقع اتحاد المجر (الهنغارية)
- سابولش بال على موقع قاعدة بيانات كرة القدم.إي يو (الإنجليزية)
- سابولش بال على موقع Soccerway.com (الإنجليزية)